# Big Generator
Big Generator är den progressiva rockgruppen Yes tolfte studioalbum, utgivet 1987, med låtar som Rhythm of Love och Love Will Find a Way finns med. 
Bandet bestod av samma medlemmar som var med på albumet innan, 90125, där de slog igenom med låten Owner of a Lonely Heart. Många fans ser dessa album (som är inspelade från 1980-talets början med gitarristen Trevor Rabin) som ett steg iväg från den progressiva rockmusik de var kända för på 1970-talet. Andra står fast vid sin åsikt om att Yes har kvar samma progressiva rötter, fast samtidigt följt strömmen av den musik som regerade under 1980-talet. Det man kan säga är att Yes tydligt avvikit från de längre låtar och psykedeliskt influerade solon som de var kända för under 1970-talseran. Detta till förmån för rakare komp, mer fokus på melodier och inte minst en annorlunda spelstil från Trevor Rabin än vad Yes äldre gitarrist Steve Howe vanligtvis levererade.
Albumet nådde 17:e plats på albumlistan i Storbritannien och 15:e plats i USA.

## Låtlista
1. "Rhythm of Love" - 4:48
2. "Big Generator" - 4:33
3. "Shoot High Aim Low" - 7:02
4. "Almost Like Love" - 4:58
5. "Love Will Find a Way" - 4:50
6. "Final Eyes" - 6:25
7. "I'm Running" - 7:37
8. "Holy Lamb (Song for Harmonic Convergence)" - 3:20